# 川畑愛義
川畑 愛義（かわばた あいよし、1905年5月8日 - 2005年1月23日）は、日本の公衆衛生学・健康学者。
鹿児島県南九州市旧川辺町出身。旧制鹿児島県立川辺中学校、旧制第七高等学校造士館理科乙類を経て、1931年京都帝国大学医学部卒業。1935年「晝光照明学の根本命題」で京大医学博士。京都市立衛生試験所、京都大学教養部助教授、教授、1970年定年退官、名誉教授。京都府衛生研究所長。京都栄養学院長。日本水質保健研究所所長。日本生活医学研究所所長。1977年勲三等旭日中綬章受章。長命を保ち多くの一般啓蒙書を著した。体育生理学の研究の一環として「どうすれば身長は伸ばせるか」を研究し、発育開発協会より通信教育講座「川畑式背伸び法」を開講した。

## 著書
- 『学校衛生学』南江堂 1941
- 『塵芥と屎尿の科学』河出書房 科学新書 1944
- 『実用環境衛生学』東洋書館 1947
- 『学校衛生』学道書房 1948
- 『学校環境衛生』第一出版 1951
- 『環境衛生学』金沢書店 1954
- 『学校保健』南江堂 1954
- 『身体検査と体力測定』蘭書房 1954
- 『学校保健学』東山書房 1958
- 『教育医学 学校保健の要説』学芸図書 1958
- 『健康とスポーツの科学 身体形成の体育』光生館 1959 生活科学双書
- 『欧米の健康教育と公衆衛生』東山書房 1961
- 『学童期栄養学』医歯薬出版 1968 特殊栄養学講座
- 『身長はこうすれば伸びる』野火書房 1968
- 『むらさき露草』川畑愛義教授停年退官記念事業会編 東山書房 1970
- 『わが医学と求道 人間、その最高の生きがい』百華苑 1973
- 『水を飲む健康法 一日三回三分間』講談社 オレンジバックス 1978
- 『瞑想のすすめ 心と体を壮快にする方法』日本実業出版社 1979
- 『頭がよくなる5つの方法 川畑博士の頭脳体操』光文社カッパ・ホームス 1981
- 『カルシウム健康法 川畑式元気の素 肩こり・腰痛・慢性病・成人病をはね返す』光文社カッパ・ホームス 1984
- 『子育てのヒント やさしく賢く健やかに』法蔵館 1987
- 『背がグングン伸びる本 身長の不安にお答えします』光文社 カッパ・ホームス 1987
- 『宗教と医学のはざまに立ちて 生死一如の光を観る』樹心社 1990
- 『生死をこえて 親鸞に学ぶ』法蔵館 1990
- 『川畑式水を飲む健康法 ザ・ベストライフ』講談社 1990
- 『死もまた我等なり』講談社 1992
- 『川畑式アトピー追い出し「体操」 みるみるアレルギーが消えていく』光文社 カッパ・ホームス 1994
- 『子どもの顔・自然の貌 やさしく、つよく生きるすべ』民衆社 1995
- 『水博士の生水健康法 よい水・よい浄水器の選び方』民衆社 1995
- 『人間賛歌・死の美学』中外日報出版局 1996
- 『日本人の発育発達 青少年の発育促進現象の研究』不昧堂出版 1997
- 『水博士の身体によい水、安全な水』講談社 1998
- 『背が高くなるらくらく体操・食事法 実践版6か月プログラム』青春出版社 プレイブックス 1999
- 『「しぼりタオル」がアレルギー体質を根本から変える アトピー・花粉症・ぜんそく… 1日たった3分の奇跡』青春出版社 プレイブックス 2000
- 『97歳、健康博士のいきいき生活術 見えない老化を防ぐ7つの習慣』青春出版社 2003

### 共編著
- 『鼠と衛生害虫』野村健一共著 北隆館 1947 衛生昆虫学叢書
- 『最新簡明看護学』日野原重明共編 学術書院 1949
- 『女子の保健体育』浅井浅一共編 杏林書院体育の科学社 1957
- 『学校給食と日本人の発育発達』大原純吉、大山良徳共著 医歯薬出版 1965
- 『保健体育概論』宮田尚之、大原純吉共著 南江堂 1965
- 『教師のための性教育 教育・医学・社会の立場から』黒川義和共編著 東山書房 1971

## 参考
- 『水博士の身体（からだ）によい水、安全な水』著者紹介